# Johnny Robinson
Johnny Nolan Robinson (Delhi, 9 settembre 1938) è un ex giocatore di football americano statunitense che ha militato nel ruolo di safety per tutta la carriera con i Kansas City Chiefs nella American Football League (AFL) e nella National Football League (NFL). È stato introdotto nella Pro Football Hall of Fame nel 2019.

## Carriera
Robinson fu scelto dai Dallas Texans (ridenominati Kansas City Chiefs nel 1963) nel primo giro del Draft AFL 1960. Fu anche scelto come terzo assoluto dai Detroit Lions nel Draft NFL 1960. Fu membro dei Texans nella loro vittoria del 1962 per 20–17 con un doppio tempo supplementare sui bicampioni AFL in carica degli Houston Oilers nella più lunga partita del football professionistico mai disputata. Disputò anche il Super Bowl I nel 1967 e il Super Bowl IV, dove gli sfavoriti Chiefs batterono i Minnesota Vikings, 23–7. Sul finire del primo tempo, Robinson recuperò un fumble di Minnesota e fece registrare un intercetto nel secondo tempo sigillando la vittoria di Kansas City.
Durante i suoi primi due anni nella AFL, Robinson giocò anche in attacco, correndo 658 yard e ricevendone 1.228, con 15 touchdown totali. Fu spostato nel ruolo di safety alla fine del secondo anno, continuando a eccellere per i successivi dieci anni. La sua ultima partita fu nel giorno di natale nei playoff 1971-'72, quando i Chiefs persero contro i Miami Dolphins ai tempi supplementari, dove subì un infortunio che pose fine alla sua carriera. Robinson si ritirò nell'estate del 1972 prima del training camp dopo 12 anni.

### Eredità
Robinson fu sette volte First Team All-AFL / All-Pro e tre volte Second Team All-AFL / All-Pro e giocò nel Super Bowl IV con tre costole rotte. Giocò anche nel Super Bowl I dove mise a segno 9 tackle. Per cinque volte guidò i Chiefs in intercetti, ridefinendo il ruolo di safety nel football professionistico, secondo Jack Kemp e John Hadl. Membro della formazione ideale di tutti i tempi della AFL, è uno dei soli venti giocatori ad avere militato nella American Football League per tutti i suoi dieci anni di esistenza, vincendo tre titoli di division, tre titoli lega e un Super Bowl. I Chiefs ebbero un record di 35–1–1 nelle gare in cui Robinson mise a segno un intercetto. Ne fece registrare uno in tutte e tre le finali del campionato AFL disputate. Il giocatore più vincente nella storia della American Football League, la sua squadra non perse mai contro Raiders, Chargers, Oilers, Broncos, Patriots, Jets o Dolphins quando Robinson mise a segno un intercetto.

## Palmarès

### Franchigia
- Super Bowl : 1

Kansas City Chiefs: IV
- Campionati AFL : 3

Kansas City Chiefs: 1962, 1966, 1969

### Individuale
- Convocazioni al Pro Bowl: 1

1970
- First Team All-Pro: 1

1970
- AFL All-Star: 6

1963–196
- First Team All-AFL: 5

1965–1969
- Second Team All-AFL: 2

1963, 1964
- Leader della NFL in intercetti: 1

1970
- Formazione ideale di tutti i tempi della AFL
- Pro Football Hall of Fame (classe del 2019)